# Stora Hundsjön, Lappland
Stora Hundsjön är en sjö i Lycksele kommun i Lappland och ingår i Umeälvens huvudavrinningsområde. Sjön har en area på 0,58 kvadratkilometer och ligger 312,1 meter över havet.

## Delavrinningsområde
Stora Hundsjön ingår i det delavrinningsområde (719653-159589) som SMHI kallar för Mynnar i Paubäcken. Medelhöjden är 325 meter över havet och ytan är 5,73 kvadratkilometer. Det finns inga avrinningsområden uppströms utan avrinningsområdet är högsta punkten. Vattendraget som avvattnar avrinningsområdet har biflödesordning 3, vilket innebär att vattnet flödar genom totalt 3 vattendrag innan det når havet efter 206 kilometer. Avrinningsområdet består mestadels av skog (86 procent). Avrinningsområdet har 0,59 kvadratkilometer vattenytor vilket ger det en sjöprocent på 10,2 procent.